# 이스피호도사우루스
이스피호도사우루스(학명:Isfjordosaurus minor)는 어룡목 이크티오사우루스과에 속하는 어룡이다. 지금은 멸종된 종으로 몸길이가 6m인 거대한 어룡에 속한다.

## 특징
이스피호도사우루스는 어룡의 한 종류로 바다에서 살았던 종이다. 주둥이가 넓게 확장되어 있으며 두개골이 부분적으로 확장된 것이 특징으로 지느러미도 길고 넙죽한 것이 특징이다. 두개골에 비해 이빨의 크기는 작은 편이며 몸의 전체가 방추형이자 유선형의 모습을 하고 있는 것이 특징이다. 양턱에는 총 15~20개의 삼각형 모양을 가진 것이 특징으로 이것을 통하여 먹이를 사냥했을 것으로 추정이 된다. 먹이로는 당대에 서식했던 물고기, 갑각류, 무척추동물 등을 주로 잡아먹고 살았을 육식성의 포식자로 추정된다.

## 생존시기와 서식지와 화석의 발견
이스피호도사우루스가 생존하던 시기는 중생대의 트라이아스기로서 지금으로부터 2억 4500만년전~2억 2200만년전에 생존했던 종이다. 생존했던 시기에는 유럽을 중심으로 하는 대서양, 지중해, 북극해에 주로 서식했던 종이다. 화석의 발견은 1999년에 유럽의 트라이아스기에 형성된 지층에서 노르웨이의 고생물학자인 모타니 료스케에 의해 처음으로 발견이 되어 새롭게 명명된 종이다.

## 같이 보기
- 파충류
- 중생대
- 트라이아스기
- 화석